# Jean-Antoine Houdon

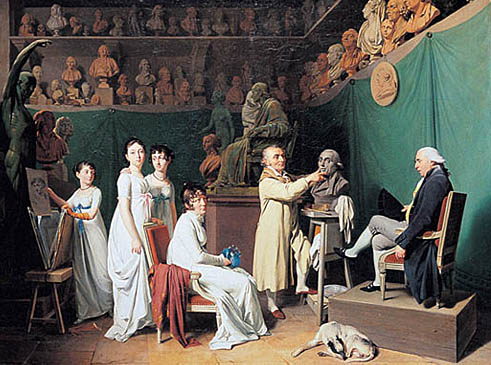
Jean-Antoine Houdon aan het werk in zijn atelier.
Schilderij uit 1804, door Louis-Léopold Boilly, Musée des Arts Décoratifs, Parijs.

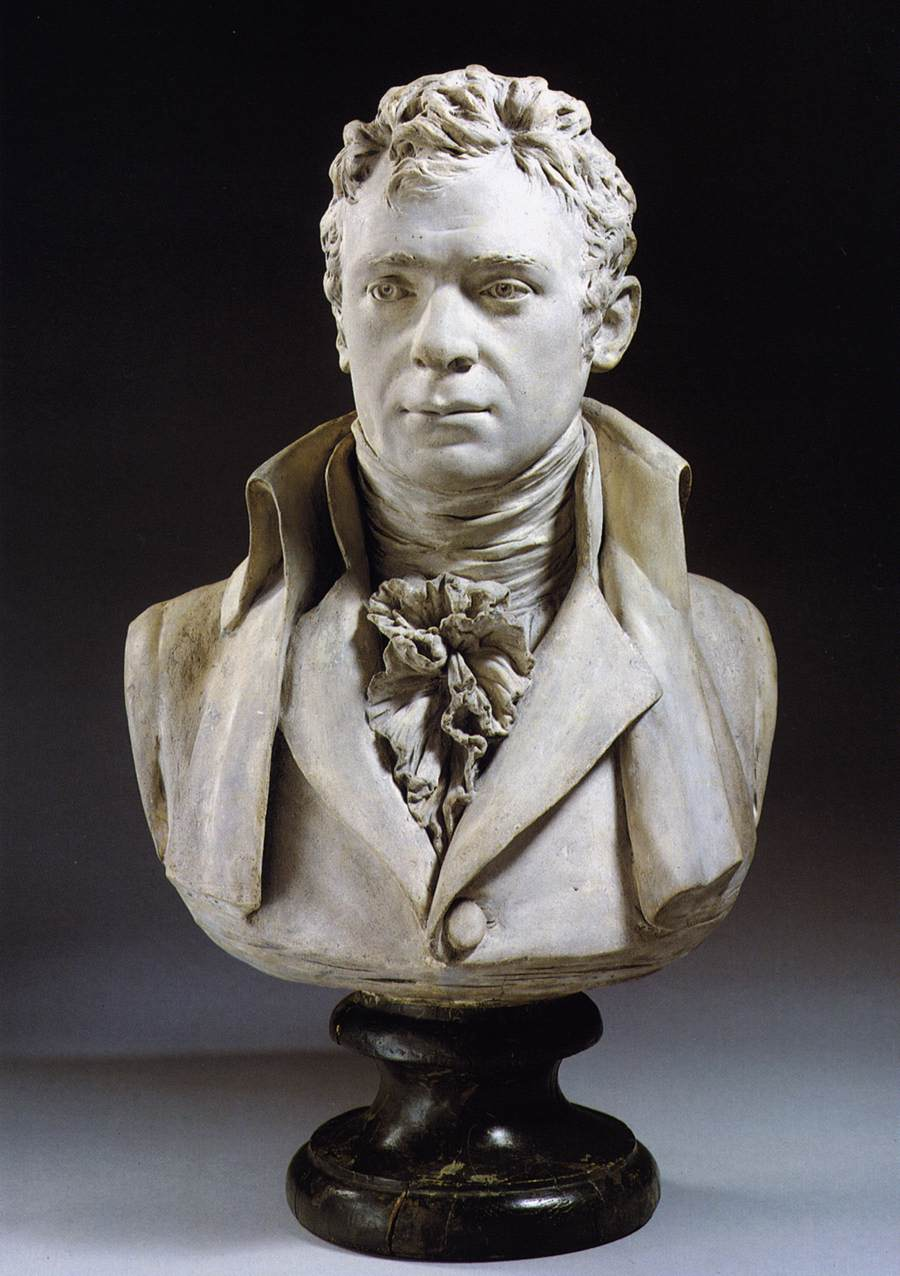
Robert Fulton, gipsstudie uit 1803, Metropolitan Museum of Art.

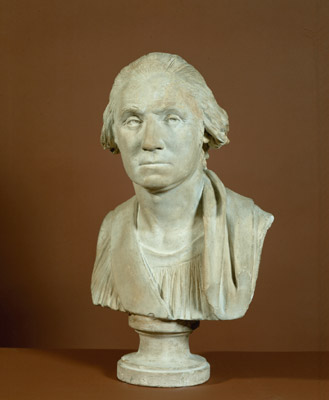
Buste van Washington door Houdon.

Jean-Antoine Houdon (Versailles, 25 maart 1741 - Parijs, 15 juli 1828) was een Frans neoclassicistisch beeldhouwer.

## Significantie van zijn werk
Houdon werd beroemd door zijn bustes en standbeelden van filosofen, uitvinders en politici uit de tijd van de Verlichting, zoals Denis Diderot (1771),
Belle van Zuylen (1771), Benjamin Franklin (1778-1779), Jean-Jacques Rousseau (1778), Voltaire (1781), Molière (1781), George Washington (1785-1788), Thomas Jefferson (1798), Louis XVI (1790), Robert Fulton (1803-1804) en Napoleon Bonaparte (1806). Ook vervaardigde hij beelden van vrouwenfiguren.

## Levensloop
In 1761 won Houdon de Prix de Rome. Houdon verbleef in  Rome van 1764 tot en met 1768, hetgeen twee markante werken opleverde: Ecorché (1767, een anatomisch model dat tot ver na Houdons dood generaties kunstenaars zou inspireren) en het standbeeld van Sint Bruno in de kerk Santa Maria degli Angeli e dei Martiri in Rome.
Houdon werd in 1771 lid van de Académie de peinture et de sculpture in Parijs, en had connecties met het hof van Louis XVI, welke verbroken werden tijdens en door de Franse Revolutie. Tijdens de periode van het Franse Consulaat en het Eerste Franse Keizerrijk keerde hij terug en trad in dienst bij de overheid. Hij kwam aan het hoofd te staan van de kunstenaars die de bouw van de Colonne de la Grande Armée begeleidden.
Het beeld van George Washington was het resultaat van een uitnodiging die Houdon ontving in 1785 van Benjamin Franklin om naar Amerika te komen om Mount Vernon te bezoeken, zodat Washington zelf model voor het beeld kon staan. Houdon vervaardigde diverse kleimodellen en een masker van Washington.
In 1805 werd hij benoemd tot hoogleraar aan de École nationale supérieure des beaux-arts te Parijs.
Houdon was lid van de vrijmetselaars-loge Les neuf soeurs. Hij overleed in Parijs en werd begraven op de Cimetière du Montparnasse
In Nederland zijn beelden van hem te zien in
- Het Rijksmuseum Amsterdam met een marmeren buste van Pierre André de Suffren de Saint-Tropez 1781[1]
- Slot Zuylen te Oud-Zuilen met een gipsen buste van Belle van Zuylen 1771[2]